# Yacimiento arqueológico Peña del Moro
La Peña del Moro es un yacimiento arqueológico situado en el municipio de Navas de Oro, un municipio localizado en el NO de la provincia de Segovia  que se caracteriza por la presencia de un espeso manto pinariego en torno al valle del Eresma. El poblado se ubica en un cerro meandriforme dispuesto en el fondo del valle que le otorga un aspecto encastillado, cumpliendo así, con el patrón de un asentamiento en altura y con las connotaciones jerárquicas y defensivas que esto conlleva. Rinde unos acusados flancos en la práctica totalidad de su perímetro, marcados por el foso natural que labra el río a su paso. Cuenta con unas dimensiones que rondan los 230 m de largo en su eje mayor NE-SO, por 82 m de ancho en su eje E-O, abarcando un área de 2,2 ha. 
Respecto a la ocupación prehistórica del alto, su conocimiento se remonta a las labores de prospección realizadas en 2011, que permitieron recuperar algunas cerámicas adscritas a las fases plena y avanzada de la Edad del Bronce (1500 -1100 a. C.)meseteña y de la fase formativa de la Cultura del Soto de Medinilla equivalente con la Primera Edad del Hierro (850 a. C.). 
Las excavaciones arqueológicas realizadas en los últimos años en La Curva, yacimiento dispuesto a unos 300 m, al norte de La Peña del Moro, en una suave rampa del pinar que buza hacia la margen derecha del Eresma, han revelado  una ocupación campaniforme, que encuentra réplica también en nuestro yacimiento -hallazgo de un pequeño fragmento de cerámica de estilo Ciempozuelos  y parte de un brazal de arquero, lo que permite retrotraer el inicio del poblamiento en La Peña del Moro al final de la Edad del Cobre.

## Contexto geográfico
El poblado se asienta estratégicamente en lo alto de un cerro dispuesto a orillas del río Eresma que en esas fechas era una importante vía de comunicación entre los pasos de la sierra de Guadarrama y el valle del Duerocomo atestigua la presencia de numerosos asentamientos desde la prehistoria hasta época visigoda, como el dolmen de Santa Inés, el crómlech de Cantos Blancos y Cerro del Castillo, en Bernardos; Cerro Tormejón, en Armuña o el rosario de yacimientos de época romana dispuestos en ambas márgenes del valle del Eresma como es la villa de Matabuey en Nava de la Asunción, la villa de Caldillas en Armuña o el enclave de Costanzana, en Bernardos.

## Fases de ocupación
Las fases de ocupación que tuvo este lugar debemos encuadrarlas dentro de la Prehistoria, más concretamente durante la Edad del Bronce, en torno a 1.500 a. C. y hasta la Primera Edad del Hierro, que tuvo lugar en torno al 900 a. C., tal y como aseguran las dataciones hechas con carbono 14 a las viviendas del castro.
En estas fases de ocupación, se debe señalar la importancia en la que tuvo lugar, un periodo de transición que fue unido junto con un cambio climático lo que provocó que hubiera alteraciones en el territorio a nivel social.
Durante estas fechas, existía una vía de comunicación entre la sierra de Guadarrama y la Meseta Norte lo que explica por qué hubo asentamientos en este lugar, ya que permitía a los pobladores poseer el control de esta ruta.  

## Intervenciones arqueológicas
En 2017 comenzaron las excavaciones del yacimiento impulsadas por el Ayuntamiento de Navas de Oro y acometidas por el Proyecto Eresma Arqueológico. En un primer momento se realizó un proyecto de investigación que consistió en la realización de una prospección intensiva del yacimiento, lo que dio un informe en el que se detallaban las características formales del castro y sus restos.
Desde entonces se han sucedido diversas campañas de excavación que han ido dando lugar a diversos descubrimientos muy relevantes como son las viviendas además de diversos restos de ritos religiosos. Sin embargo, todos estos descubrimientos se ven limitados por los presupuestos.

## Restos arqueológicos
Los restos que se han encontrado en el yacimiento han sido viviendas construidas en barro y madera, que poseen plantas con forma circular y ovaladas. En el flanco norte, destaca la construcción de un parapeto de tierra lo que ayudó a mejorar las condiciones defensivas del lugar.
También destaca la presencia de restos de ritos religiosos celebrados en lo alto del cerro y que están vinculados con las casas y el significado que tenía para las personas que habitaban el lugar durante la Edad del Bronce. Distintos análisis realizados en el yacimiento indican la explotación de recursos naturales como es la resina.
Se han encontrado fragmentos cerámicos hechos artesanalmente y con motivos decorativos muy variados, destacando el uso de espinas de pescado, escisión, zig-zags…
También se han encontrado objetos de industria lítica lo que da indicios de las herramientas que poseían. A todo esto, hay que sumarle un objeto de gran relevancia que se ha encontrado en el yacimiento. Han sido unas cerámicas que pertenecen a la cultura del vaso campaniforme lo que retrasa el empleo del sitio por parte de las poblaciones.

## Proyecto de mejora
Desde 2022 se ha llevado a cabo un proyecto de mejora en el yacimiento que pone de relieve la importancia del castro, además de que se busca mejorar la experiencia de los visitantes creando así tres recreaciones de las cabañas siguiendo los modelos documentados, además de que se recreará un modelo del cierre defensivo que había en el poblado.
También se ha dispuesto la instalación de cartelería didáctica que muestra las características esenciales del asentamiento durante la Edad del Bronce, además de la recreación de los rituales de cremación.
El programa de mejora incluye la reconstrucción de manera virtual del poblado prehistórico, recreando su entorno natural y con varios vídeos que serán 360º, a lo que hay que añadir el desarrollo de un mapa interactivo que se integrará en el Portal de Patrimonio Cultural de la Junta de Castilla y León.